# 가쓰라가와촌
가쓰라가와촌(葛川村)은 시가현 시가군에 설치되었던 촌이다. 현재의 오쓰시에 해당한다.